# Sweeney Todd : le Diabolique Barbier de Fleet Street (bande originale)
Sweeney Todd: The Demon Barber of Fleet Street: The Motion Picture Soundtrack est une bande originale distribuée à partir du 18 décembre 2007 par le label Nonesuch Records. La bande originale contient vingt morceaux écrits et composés par Stephen Sondheim pour la comédie musicale originale sortie en 1979, et interprétés par les acteurs eux-mêmes. C'est le second film réalisé par Tim Burton dont la musique n'a pas été composée par Danny Elfman après Ed Wood (1994). La musique est enregistrée en quatre jours, aux Air Studios de Londres, par un orchestre de 64 musiciens. Les acteurs enregistrent leurs chansons aux Air Studios sur une période de six semaines en novembre et décembre 2006 avant de faire du playback durant le tournage des scènes musicales. Parmi les morceaux de la comédie musicale qui ont été supprimés dans le film, le plus connu est The Ballad of Sweeney Todd, sur lequel s'ouvre la pièce, Burton expliquant à ce sujet : « Pourquoi avoir un chœur pour nous prévenir en chantant de prêter attention au conte de Sweeney Todd alors que nous pouvons tout simplement aller à l'essentiel ? » Sondheim reconnait que l'adaptation nécessite de nombreux changements et se fait envoyer en fichiers MP3 par Mike Higham, producteur de la musique du film, les versions des chansons qui ont été raccourcies afin de donner son feu vert. L'album obtient un meilleur classement à la 16e place du Billboard 200 et à la 3e place du Billboard Top Soundtracks.
Johnny Depp s'entraîne intensivement au chant, écoutant d'abord la musique de Sondheim quatre heures par jour durant le tournage de Pirates des Caraïbes : Jusqu'au bout du monde avant de passer des journées à répéter dans le studio d'enregistrement d'Hollywood que possède son ami Bruce Witkin, chanteur du groupe de rock dans lequel Depp jouait dans les années 1980. Sa performance de chanteur est décrite par A. O. Scott, du New York Times, comme « criarde et grêle mais étonnamment puissante et énergique. Il apporte l'urgence du rock'n roll à quelque chose d'habitué à plus de raffinement et, ce faisant, réveille la violence des textes et des mélodies de Sondheim ». Anthony Tommasini acclame la performance de l'acteur, écrivant « son oreille est excellente et sa hauteur de voix très précise. […] Mais au-delà de sa bonne hauteur de voix et de son phrasé, les colorations expressives de son chant sont cruciales pour sa représentation. Sous ce Sweeney vide intérieurement se trouve extérieurement un homme renfrogné consumé par une rage meurtrière qui menace d'éclater à chaque fois qu'il prend lentement une respiration et s'apprête à parler. Pourtant, quand il chante, sa voix crépite et se brise avec tristesse ».

## Titres
| 1.  | Opening Title                 |                                     | 3:30  |
| 2.  | No Place Like London          | Johnny Depp, Jamie Campbell Bower   | 5:31  |
| 3.  | The Worst Pies in London      | Helena Bonham Carter                | 2:23  |
| 4.  | Poor Thing                    | Bonham Carter                       | 3:09  |
| 5.  | My Friends                    | Depp, Bonham Carter                 | 3:48  |
| 6.  | Green Finch and Linnet Bird   | Jayne Wisener                       | 2:16  |
| 7.  | Alms ! Alms !                 | Laura Michelle Kelly                | 1:16  |
| 8.  | Johanna                       | Campbell Bower                      | 1:57  |
| 9.  | Pirelli's Miracle Elixir      | Edward Sanders, Depp, Bonham Carter | 2:00  |
| 10. | The Contest                   | Sacha Baron Cohen                   | 3:39  |
| 11. | Wait                          | Bonham Carter                       | 2:38  |
| 12. | Ladies in Their Sensitivities | Timothy Spall                       | 1:23  |
| 13. | Pretty Women                  | Depp, Alan Rickman                  | 4:27  |
| 14. | Epiphany                      | Depp                                | 3:16  |
| 15. | A Little Priest               | Bonham Carter, Depp                 | 5:15  |
| 16. | Johanna (reprise)             | Campbell Bower, Depp, Kelly         | 5:42  |
| 17. | God, That's Good !            | Sanders, Bonham Carter              | 2:46  |
| 18. | By the Sea                    | Bonham Carter, Depp                 | 2:19  |
| 19. | Not While I'm Around          | Sanders, Bonham Carter              | 4:11  |
| 20. | Final Scene                   | Depp, Bonham Carter, Kelly, Rickman | 10:21 |